# سام سانا
سام سانا (انگلیسی: Sam Sanna؛ زادهٔ ۸ مارس ۱۹۹۹) بازیکن فوتبال اهل فرانسه است.